# Argyractis leucostola
Argyractis leucostola là một loài bướm đêm trong họ Crambidae.